# Paddling Out
«Paddling Out» es una canción de la banda sueca de indie pop Miike Snow. Fue lanzado como el primer sencillo de su segundo álbum de estudio Happy to You, el 23 de enero de 2012.

## Video musical
El video fue dirigido por Andreas Nilsson. El clip muestra a un hombre llamado Jean Noel que se despierta en el suelo de su casa tras una noche agitada, pero en realidad esta a bordo de una nave alienígena. Al encontrarse con unas zapatillas mágicas, es abducido por unos extraterrestres. Las dos doncellas que aparecen en la portada del sencillo, se encargan de realizarle una reestructuración completa de su cuerpo. Luego de ver su rostro, odia a su nueva apariencia. y empieza a bailar de una manera estrambótica por el salón. Al finalizar el video, la nave se estrella contra la Tierra. El desenlace reconecta con el video promocional de Devil's Work. Además Jean Noel es parte de la secuela en los videos de los sencillos "The Wave" y "Pretender".

## Lista de canciones
- Vinilo de 7"[3]

1. "Paddling Out" – 3:41
2. "Paddling Out" (Wolfgang Gartner remix) – 6:07

- Descarga digital[4]

1. "Paddling Out" – 3:41

- Digital EP[5]

1. "Paddling Out" – 3:41
2. "Paddling Out" (Wolfgang Gartner remix) – 6:07
3. "Paddling Out" (Jacques Lu Cont remix) – 5:45
4. "Paddling Out" (Carli remix) – 6:02

- Descarga digital (Remix)[6]

1. "Paddling Out" (Penguin Prison remix) – 5:51

## Posicionamiento en listas
| Lista (2012)                                | Mejor posición |
| ------------------------------------------- | -------------- |
| Bélgica (Flandes) (Ultratip Bubbling Under) | 9              |
| Países Bajos (Dutch Top 40)                 | 32             |
| Reino Unido (UK Dance Chart)                | 17             |
| Reino Unido (UK Singles Chart)              | 90             |